# Chris Abani
Chris Abani (* 27. prosince 1966 Afikpo, Nigérie), celým jménem Christopher Abani, je nigerijský spisovatel.

## Život
Chris Abani vydal svůj první román Master of the Board v šestnácti letech. Tématem je neonacismus v Nigérii a Abani byl za tuto knihu politicky pronásledován. Chris Abani je profesorem na University of California. Získal již řadu literárních ocenění, například Prince Claus Awards roku 2001 nebo Hemingway Foundation PEN Award roku 2005.

## Dílo
- Masters of the Board, Delta, Owerri, 1985
- Kalakuta Republic, Saqi, Londýn, 2000
- Daphne’s Lot, Red Hen Press, Los Angeles, 2003
- GraceLand, C.H. Beck, Mnichov, 2004
- Dog Woman, Red Hen Press, Los Angeles, 2004
- Becoming Abigail, Akashic Books, New York, 2006